# Heliothryx barroti
El colibrí hada occidental (Heliothryx barroti) es una especie de ave apodiforme de la familia Trochilidae, una de las dos pertenecientes al género Heliothryx. Es nativo de México, América Central y del noroeste de América del Sur.

## Nombres comunes
Se le denomina también colibrí picopunzón (en Colombia y Costa Rica), hada coronimorada (en Honduras y México), hada coronipúrpura (en Panamá y Ecuador), colibrí hada enmascarada (en México), espadachín enmascarado (en Nicaragua), colibrí-hada de corona púrpura (en Perú) o colibrí hada de coronilla púrpura,

## Distribución y hábitat
Se distribuye desde el sur de México (desde el este de Chiapas y sur de Tabasco), por la pendiente caribeña de Belice, Guatemala, Honduras, Nicaragua, Costa Rica y Panamá, y por la pendiente del Pacífco del suroeste de Costa Rica y Panamá, hacia el sur por la pendiente del Pacífico del oeste de Colombia, donde también se extiende al este por el bajo valle del río Magdalena, y oeste de Ecuador hasta el extremo noroeste de Perú (Tumbes).
Esta especie habita en el dosel y los bordes de selvas húmedas, en crecimientos secundarios y en plantaciones y huertos sombreados, desde el nivel del mar hasta los 1675 m de altitud.

## Descripción
En promedio mide 11,5 cm de longitud y pesa 5,6 g. El pico se adelgaza para terminar en punta como una aguja. El macho presenta la frente y la corona de color violeta iridiscente y máscara negra aterciopelada que termina en una mancha color violeta metálico , bordeada por debajo con una lista malar verde brillante. El plumaje de la parte superior es verde brillante metálico. Las partes inferiores son blancas. Tiene dos pares centrales de timoneras de color negro azulado y los tres pares externos blancos. El pico es negro y las patas son fuscas. La hembra carece de violeta y de verde resplandeciente de la cabeza. Su cola es más larga, y las tres timoneras externas muestran una línea negra en la base.

## Comportamiento

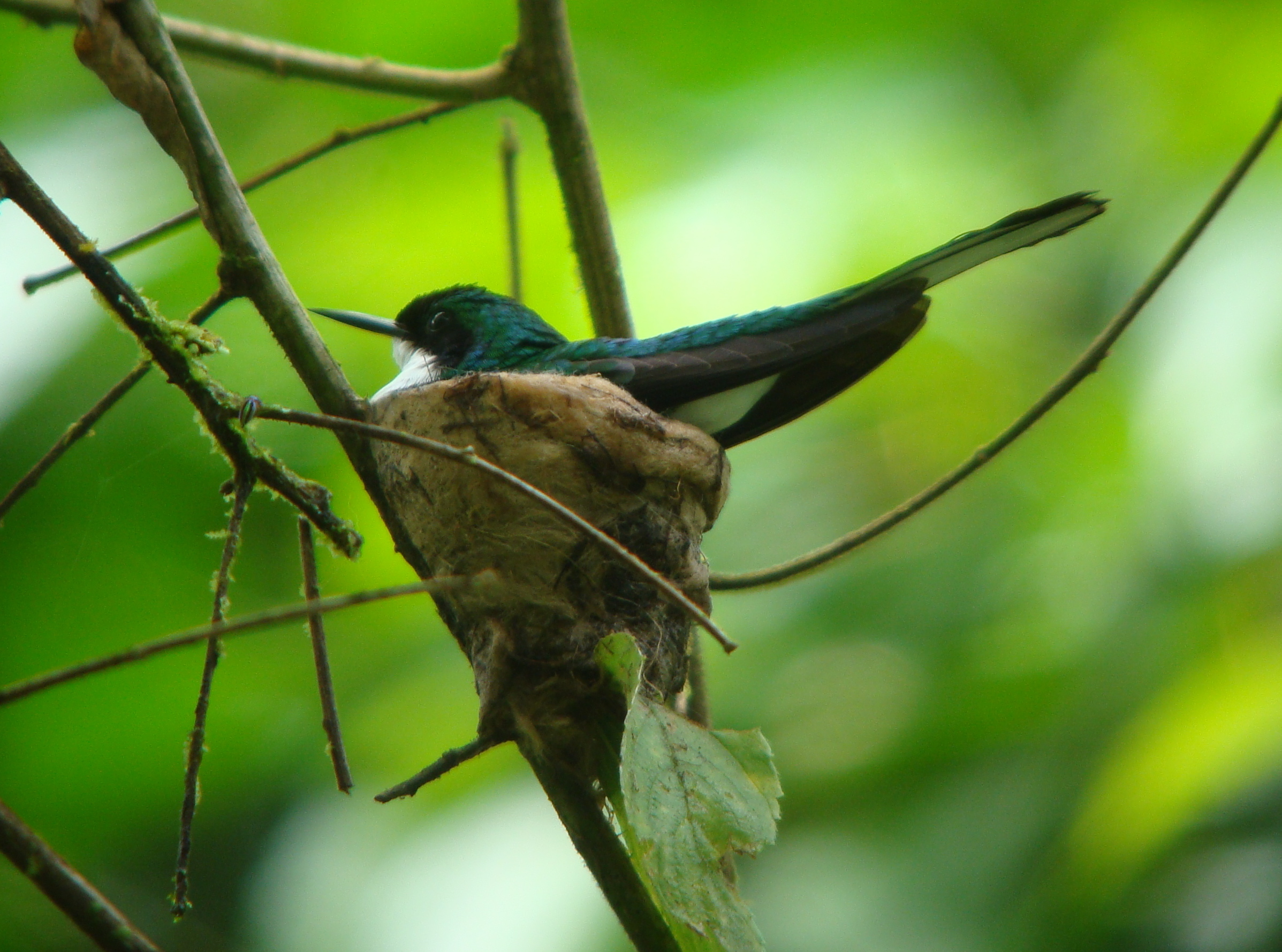
Una hembra en el nido en Sarapiqui, Costa Rica.

### Alimentación
Se alimenta principalmente de néctar y también consume pequeños insectos.

### Reproducción
Su nido tiene forma cónica; es construido principalmente con pelusa vegetal y poco musgo o líquenes; se ubica a una altura de seis a veinte metros del suelo, cerca de la punta de una rama delgada. La hembra pone dos huevos blancos.

## Sistemática

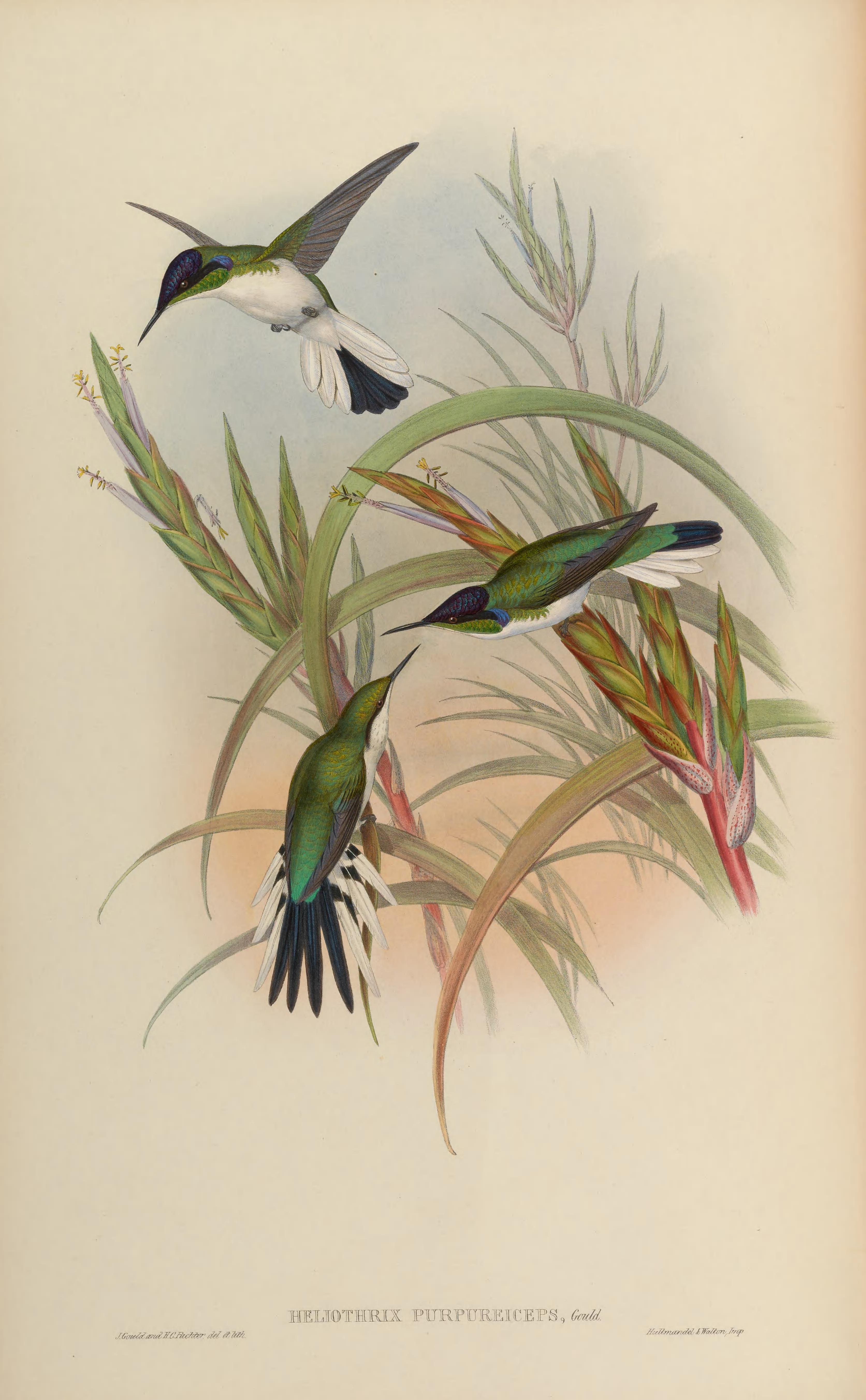
Heliothrix purpureiceps sinónimo de Heliothryx barroti, ilustración de Gould y Richter en A monograph of the Trochilidae, or family of humming-birds vol. 4, 1861.

### Descripción original
La especie H. barroti fue descrita por primera vez por el ornitólogo francés Jules Bourcier en 1843 bajo el nombre científico Trochilus barroti; su localidad tipo es: «Cartagena, Colombia», pero esta localidad es obviamente incorrecta ya que allí no ocurre y se presume que el holotipo proviene de regiones húmedas más al sur.

### Etimología
El nombre genérico masculino «Heliothryx» se compone de las palabras del griego «hēlios» que significa ‘sol’, y «thrix» que significa ‘cabello’; y el nombre de la especie «barroti», conmemora al diplomático francés en Colombia y Filipinas Théodore Adolphe Barrot (1801–1870).

### Taxonomía
Algunos autores trataron a la presente especie como conespecífica con Heliothryx auritus, pero las diferencias de plumaje y la separación geográfica justifican mantenerlas como dos especies separadas.
Las formas propuestas major (probablemente un macho joven) y alincius son consideradas inválidas. Es monotípica.